# 近衛家実
近衛 家実（このえ いえざね、旧字体：近󠄁衞 家實）は、鎌倉時代前期の公卿。関白・近衛基通の長男。官位は従一位・関白、太政大臣、准三后。近衛家3代当主。晩年六条猪隈小路に猪隈殿を構えたことに因み、猪隈関白（いのくま かんぱく）と呼ばれた。

## 経歴
建久元年（1190年）12月六条殿にて元服・叙爵。同2年（1191年）12月従三位に叙されて公卿に列した。その後も官位は累進して、元久元年（1204年）12月左大臣に転じ、建永元年（1206年）九条良経の薨去に伴い、藤氏長者・摂政に補任。同年関白に補任。承久3年（1221年）承久の乱では後鳥羽上皇らの挙兵に反対し、4月関白を解任されるも、乱の鎮圧後は仲恭天皇廃位に伴って九条道家が失脚したため、7月再び摂政に補任される。同年12月20日には太政大臣に就任し、後堀河天皇の元服・加冠の役を務めた。貞応2年（1223年）後高倉院崩御後は名実共に朝廷の主導者となる。鎌倉幕府に協調して後鳥羽院政を否定すべく復古的・消極的な政治を敷き、訴訟では公卿の議定を復活させ、財政難には成功で対処しようとするも、綱紀は弛緩するばかりであった。安貞2年（1228年）12月西園寺公経と組んだ道家の工作により、関白を辞任させられる。この交替には天皇の母である北白河院も関与して幕府に働きかけていた一方で、家実の娘である長子を后としていた後堀河天皇は交替に抵抗するなど、複雑な政治対立があったもと言われ、研究者の中には「安貞二年の政変」と呼ぶ者もいる。以後、近衛家と九条家とが交替で摂関を務めるのが慣例化した。嘉禎4年（1238年）3月に准三后。仁治2年（1241年）11月28日出家し、円心と号する。翌年12月27日咳病により猪隈殿で薨去。享年64。
温厚な性格で幕府の信任が厚く、承久の乱前後の困難な朝幕関係の修復に努めた。日記『猪隈関白記』（『続御暦』）は後鳥羽院政や草創期の幕府を知るための重要な史料であり、陽明文庫には自筆本が所蔵されている。

## 官歴
※ 日付は旧暦
- 1190年（建久元年）12月22日、正五位下に叙し、禁色を聴される。12月25日、右近衛少将に任官。
- 1191年（建久2年）2月1日、備前介を兼任。2月5日、右近衛中将に転任。備前介如元。6月4日、従四位下に昇叙し、右近衛中将備前介如元。12月5日、正四位下に昇叙し、右近衛中将備前介如元。12月28日、従三位に昇叙し、右近衛中将如元。
- 1192年（建久3年）1月27日、美作権守を兼任。
- 1195年（建久6年）4月7日、正三位に昇叙し、右近衛中将美作権守如元。
- 1197年（建久8年）1月30日、権中納言に転任し、右近衛中将如元。10月20日、従二位に昇叙し、権中納言右近衛中将如元。
- 1198年（建久9年）1月19日、左近衛大将を兼任（中納言にて左近衛大将兼任の例）。右近衛中将兼任を去る。1月30日、権大納言に転任し、左近衛大将如元。
- 1199年（正治元年）6月22日、右大臣に転任。6月23日、左近衛大将如元。11月27日、正二位に昇叙し、右大臣左近衛大将如元。
- 1204年（元久元年）12月14日、左大臣に転任し、左近衛大将如元。
- 1206年（元久3年）3月10日、摂政宣下。左大臣左近衛大将如元。3月28日、左近衛大将を辞任。改元して建永元年12月28日、摂政を辞し、関白宣下。左大臣如元。
- 1207年（建永2年）1月5日、従一位に昇叙し、関白左大臣如元。1月30日、左大臣を辞任。
- 1221年（承久3年）4月20日、関白を辞す。7月8日、再度、摂政宣下。12月20日、太政大臣宣下。摂政如元。
- 1222年（承久4年）4月10日、太政大臣を辞任。
- 1223年（貞応2年）12月14日、摂政を辞し、准摂政宣下及び関白宣下。
- 1228年（安貞2年）12月24日、准摂政並びに関白を辞す。
- 1238年（嘉禎4年）3月25日、准三后宣下。時に准三宮従一位。
- 1241年（仁治2年）11月28日、出家し、圓心と号す。
- 1242年（仁治3年）12月27日、薨去。享年65。猪熊関白と号す。

## 系譜[3]
- 父：近衛基通
- 母：坊城顕子 - 坊城顕信の娘
- 妻：藤原季信の娘
  - 長男：近衛家通（1204-1224）
  - 三男：近衛兼経（1210-1259）
  - 女子：近衛長子（1218-1275） - 後堀河天皇中宮、女院（鷹司院）、覲子内親王の養女
- 妻：藤原忠行の娘
  - 四男：鷹司兼平（1228[4]-1294） - 子孫は鷹司家
  - 男子：慈禅（1231[5]-1276） - 天台座主第86世、青蓮院9代門主
- 妻：藤原忠行の娘 - 兼平母の妹
  - 男子：増忠（1233-1298）
  - 男子：聖兼（1241[6]-1293）
- 妻：宇佐公通の娘
  - 男子：聖実
- 生母不明の子女
  - 次男：近衛家輔（1208?-1221）
  - 男子：実静（1230[7]-?） - 大覚寺15代門跡
  - 男子：澄誉